# Omiodes meyricki
Omiodes meyricki is een vlinder uit de familie van de grasmotten (Crambidae). De wetenschappelijke naam van deze soort is voor het eerst voorgesteld door Charles Swinhoe in een publicatie uit 1907. De vlindersoort is vernoemd naar Edward Meyrick.
De soort komt voor in Indonesië en op Hawaï.